# Fontaines-Saint-Martin
Fontaines-Saint-Martin là một xã thuộc tỉnh Rhône trong vùng Rhône-Alpes phía đông nước Pháp. Xã này nằm ở khu vực có độ cao trung bình 280 mét trên mực nước biển.